# Posición de salto ecuestre

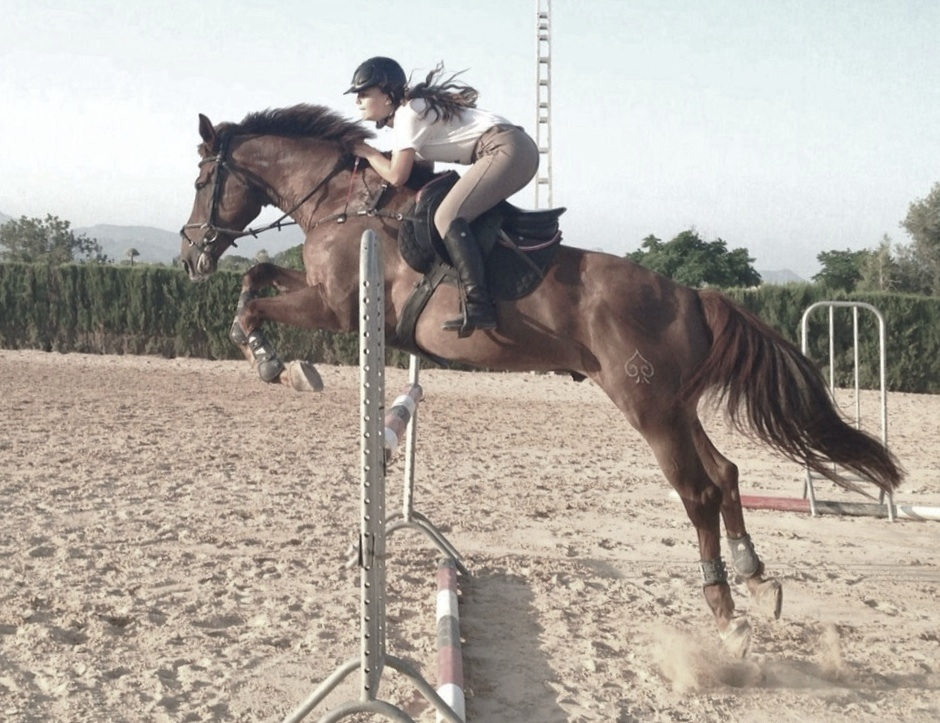
Posición de salto adecuada en la parte ascendente del salto. Los estribos están acortados, proporcionando el necesario juego a las articulaciones. El apoyo es en dos puntos. Ambos centros de gravedad, el del jinete y el del caballo, van sinérgicos. Cabeza, hombros y rodillas quedan delante de la línea vertical de las correas de los estribos. Las caderas —flexionadas— y los talones quedan detrás. Sería deseable que fuese con las punteras arriba y los talones abajo, pero los saltos perfectos son infrecuentes. El tronco se inclina hacia delante, acercándose al cuello del caballo. Cuando se inicie la bajada, las caderas y rodillas se extenderán y el tronco recuperará la vertical. Los codos se extenderán y el 3º apoyo recuperará suavemente el asiento. Las riendas llevan poca tensión, evitando producir dolor en la boca al caballo y dejándole estirarse a voluntad, aunque en este salto no suceda.

La posición de salto es la posición usada por los jinetes al saltar sobre un obstáculo. Por lo general, implica lo que se conoce como el «asiento adelantado» o «de 2 puntos» (porque los pies/piernas del jinete ofrecen los dos puntos sobre los que el peso del jinete reposa sobre el caballo el tercer punto son las nalgas). Fue desarrollada por primera vez por el capitán Federico Caprilli. Esta posición implica que el jinete se equilibra sobre sus dos pies, con los estribos perpendiculares al suelo, de modo que en la primera mitad del salto, si se traza una línea vertical desde los estribos hacia arriba, la cabeza, los hombros y las rodillas quedan delante de esa línea, mientras que las caderas y los talones quedan detrás.
Una posición de salto adecuada tiene dos propósitos:
- Le da al caballo libertad para saltar el obstáculo, permitiéndole confianza y firmeza tanto en las patas delanteras como en las traseras. Así disminuye la posibilidad de tirar un palo o sufrir una caída. También anima al caballo a báscular (describir un buen arco), sobre el obstáculo, lo que mejora la forma de su salto y su capacidad para saltar obstáculos mayores.
- Proporciona el jinete el soporte necesario para mantenerse fuera del camino del caballo, pero conservando un asiento seguro de tal modo que el caballo es menos probable que caiga al recibirse.

## Historia

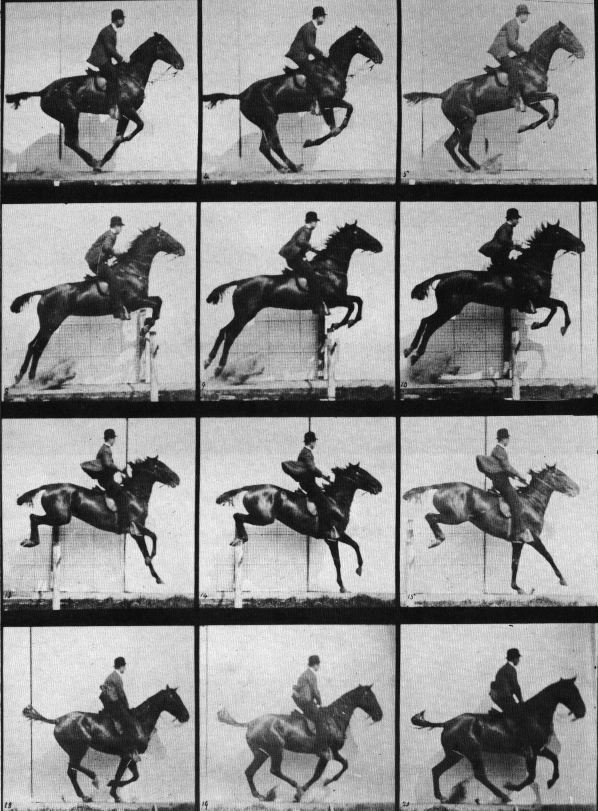
Secuencia de posiciones en el salto, tal como se efectuaba antes de Caprilli, (filmación de Muybridge, 1887). Los estribos quedan largos, las piernas adelantadas y el cuerpo echado hacia atrás. El jinete no permite al caballo estirarse ni arquearse sobre el obstáculo.

Es salto como disciplina ecuestre se comenzó a desarrollar en Inglaterra a partir del siglo XVIII a raíz de las "inclosure acts" que tuvieron como consecuencia la delimitación y vallado de terrenos que hasta entonces eran comunales. Los aficionados a la caza del zorro no habían tenido que preocuparse de saltar vallas hasta ese momento.

### La técnica de saltar clásica
Previamente a las modificaciones de Caprilli la forma normal y aceptada de saltar consistía en usar estribos largos, piernas adelantadas y parte superior del cuerpo hacia atrás. Esta posición reunía las ventajas teóricas de:
- Ser relativamente más segura para el jinete, que conserva un asiento atrasado en todo momento, más seguro.
- Se pensaba que los cuartos traseros eran más flexibles y mejores en absorber impactos que los delanteros, más frágiles. Con esta posición atrasada y empujando la cabeza del caballo arriba, los jinetes trataban de animar al caballo a aterrizar con las patas de atrás en primer lugar, (o al menos con las cuatro patas), para disminuir el impacto en las patas delanteras.

Sin embargo esta posición presentaba los siguientes inconvenientes:
- El caballo recibía castigo en la boca con cada salto.
- El centro de gravedad del jinete quedaba siempre detrás del caballo.
- La forma de saltar es antinatural con respecto a la forma como lo haría el caballo si no estuviese montado. Levantar la cabeza le impide arquearse y bascular como haría si no tuviese un jinete encima.

Dado que el salto terminaba resultando muchas veces una experiencia dolorosa para el caballo, muchos caballos terminaban aborreciendo saltar, y dejando de hacerlo.

### Las modificaciones de Caprilli
Caprilli examinó la forma de saltar de los caballos cuando no llevaban un jinete a las espaldas, utilizando fotografías para observar su forma sobre las vallas, y encontró que siempre aterrizaban sobre los cuartos delanteros. Desarrolló entonces su teoría sobre la posición que el jinete debería adoptar sobre el obstáculo, una que no interfiriese con el movimiento de salto del caballo, y más importantemente, en la que no se hiciese daño al caballo en la boca. Caprilli también quería entrenar a un caballo que pudiese pensar por sí mismo, sin la necesidad de la guía del jinete, y no le gustaba el "spot jumping", en el que el jinete trataba de forzar sus modificaciones en el tranco del caballo antes del obstáculo.
En lugar de ello se permitía al caballo alargar por sí mismo el tranco, en lugar de aproximarse al obstáculo de forma recogida y rígida. El jinete se colocaba más adelantado en todo momento, incluido en plano, de tal forma que su cuerpo reflejase la forma más alargada de su caballo, y los estribos se acortaban, de tal forma que su asiento pudiese cernerse sobre la silla, con el muslo y pierna proporcionando el apoyo. Sobre el obstáculo, el jinete mantiene su asiento fuera de la silla, ligeramente inclinado hacia delante, y permite que sus manos sigan la boca del caballo hacia delante. Su centro de gravedad se coloca directamente sobre el caballo, haciendo que para este, el trabajo de saltar ser lo más fácil posible, en otras palabras, no molestando al caballo. En el aterrizaje, el jinete permanece ligeramente hacia delante, en lugar de inclinarse hacia atrás como en la forma antigua. Esta posición se mantenía no solo sobre obstáculos en plano o hacia arriba, sino también en obstáculos hacia abajo.
Caprilli se refería a este método como "monta natural". Lo cierto es que su técnica hacía que los caballos estuviesen más dispuestos a saltar obstáculos, ahora que estaban libres de interferencias. Sin embargo, su "rebelión" frente a la posición "clásica" le hizo ganarse la hostilidad del establishment del ejército real italiano, de tal modo que se extendieron rumores sobre su turbulenta vida sentimental con mujeres de la alta aristrocracia, y fue transferido a un regimiento de caballería en el sur de Italia, donde, a pesar de todo, continuó con sus experimentaciones con gran éxito en las competiciones ecuestres. Como consecuencia, el inspector general de Caballería y el comandante de la Escuela de Caballería de Pinerolo, (cerca de Turín), se dieron cuenta pronto del genio de Caprilli y del valor de sus métodos y se le llamó como instructor jefe de Pinerolo así como de su escuela subsidiaria en Tor di Quinto, (cerca de Roma). Tras un año de entrenamientos, los miembros de las escuelas hicieron grandes progresos, y los caballos llegaron a estar tan dispuestos que los jinetes completaban el curso de entrenamiento sin riendas.

## Influencia del caballo en la posición
No se pretende que la posición o asiento de salto sea mantenido por el jinete. Más bien es un asiento fluido que cambia conforme cambia el equilibrio del caballo, de tal forma que mantiene al jinete en todo momento en una posición equilibrada sobre el centro de gravedad del caballo.
Es importante tener en cuenta que la posición de flexión en cada momento de las caderas y rodillas del jinete viene condicionada por la posición del caballo, no por la voluntad del propio jinete. Cuando el caballo despega, la parte superior de su cuerpo, que se acerca más al jinete. Para mantenerse en equilibrio éste debe flexionar su cadera y rodilla e inclinar hacia delante el tronco . Sobre la valla, el jinete mantiene la flexión de cadera y rodilla, pero va recuperando ya una posición más vertical de su tronco . Cuando el caballo va aterrizando, el cuello del caballo se va alejando del cuerpo del jinete, y el jinete, para conservar su verticalidad debe extender, (abrir el ángulo de), su cadera. El jinete no hace todos estos movimientos forzándolos conscientemente. Simplemente permite que sucedan. 
Si el caballo acomete el salto de una forma errónea, debido a un error del jinete o de otro tipo, el jinete en mala posición podría verse un poco desequilibrado o "arrojado", perdiendo su equilibrio sobre el caballo. En otras ocasiones puede ser "dejado atrás", situación en la que el centro de gravedad del jinete queda detrás del caballo. Esto puede desequilibrar también al caballo y provocar problemas como golpear y arrojar un palo.

## Posición de la pierna

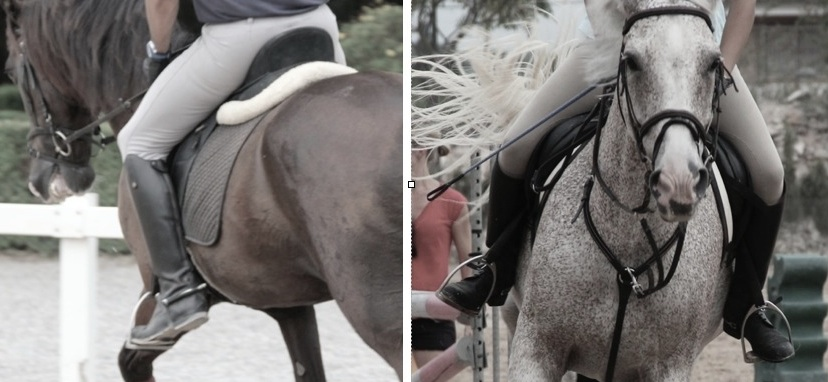
Diferencias de posición de los pies y estribos en la doma clásica y en el salto. En la doma tienden a colocarse más largos y con los pies paralelos al eje del caballo, de modo que las punteras de los zapatos miran hacia delante. En el salto se colocan más cortos para poder acomodar la postura durante el salto. Los talones permanecen bajos, lo cual aumenta la estabilidad y disminuye el riesgo de quedar estribado. También suele abrirse más el pie, apuntando la puntera en un ángulo menor de 45° y aumentando el contacto de la pantorrilla y, con él, la comunicación con el caballo.

La pierna sirve de anclaje a la posición del jinete y contribuye en gran medida a su seguridad. Una posición descuidada de la pierna puede hacerle difícil mantenerse encima del caballo. Será más fácil que pierda el equilibrio cuando esté sobre los obstáculos, aumentando con ello el riesgo de sufrir una caída. Una posición inadecuada de la pierna perjudicará también a su capacidad de comunicarse con claridad con su caballo.
La pierna debe descansar al costado del caballo, haciendo un contacto regular en toda su longitud, (cara interna del muslo, rodilla y pantorrilla), y no debe cambiar de posición cuando la parte superior del cuerpo se mueve. El peso del jinete pasa por la parte de atrás de la pierna llegando hasta el talón, a través de un ángulo flexible, de modo que el talón queda más bajo que los dedos del pie. Generalmente los dedos miran ligeramente hacia fuera, en un grado mayor que en otras disciplinas como la doma clásica, de modo que la parte posterior de la pantorrilla hace contacto con el caballo, en lugar de hacerlo la parte interna, como sucede en la doma. Esto, ciertamente disminuye la delicadeza de la comunicación entre el jinete y el caballo, pero ancla más al jinete, y proporciona más seguridad. Los dedos no deben mirar hacia fuera más de 45 grados.
Los estribos deben estar más cortos que en la posición empleada en el trabajo habitual, y ajustados de acuerdo con la altura del obstáculo. Los estribos cortos proporcionan más flexibilidad y palanca, permitiendo, en consecuencia, un mejor equilibrio y con ello una posición más segura para el caso de que el caballo tropezase, batiese a una distancia difícil o picase mucho al recibirse. Además, unos estribos lo suficientemente cortos permiten al jinete levantarse del asiento entre y sobre los obstáculos, lo que libera la espalda del caballo y le permite bascular. Los aciones, (correas de los estribos), deberían mantenerse perpendiculares al suelo. El pie suele apoyar en la plataforma del estribo con su parte anterior más ancha, ( la "bola del pie"), un poco detrás del inicio de los dedos, lo que permite al jinete usar el tobillo como amortiguador en el impacto del aterrizaje. Hacer demasiada presión con el pie en la parte interior o exterior del estribo provoca rigidez de la pierna, siendo lo más deseable una presión regular. Una posición demasiado calzada comporta además el riesgo de quedar estribado en caso de caída.
Unos estribos en una posición demasiado alargada dejan pocas posibilidades de ajustarse a la posición del caballo. Como resultado es más probable que el jinete se adelante indebidamente, ("adelantón") o se quede atrás, con frecuencia colgado de las riendas provocando un tirón a la boca del caballo del que se resentirá en el resto del recorrido haciendo más probable que rehúse. Además que se perdería la función de las articulaciones de cadera, rodilla y tobillo para absorber elásticamente el impacto del aterrizaje.

## Posición del asiento, caderas y muslos
El jinete mantiene su peso hacia su pelvis, y suspendido en el aire sobre la silla, (no sobre la espalda del caballo),  cuando efectúa el salto. Así el caballo queda libre para bascular. Es importante que el jinete no lleve su pelvis demasiado adelantada, sobre el borrén delantero, como sucede cuando se produce un fallo tipo "adelantón". Esto altera su equilibrio colocándole en una posición potencialmente peligrosa.
Las caderas son especialmente importantes, ya que son la conexión entre la parte que permanece más quieta, (la pierna) y la parte más móvil que es el tronco.
1. Deben mantener mucha flexibilidad, abriendo y cerrando su ángulo adaptándose al momento del salto.
2. Al iniciar el salto deben moverse siempre hacia atrás desde la posición neutra, y no hacia delante, lo que constituiría un a posición excesivamente adelantada.

Entre saltos, el galope puede hacerse sobre dos puntos o tres, a criterio del jinete. En los dobles y triples, y sobre todo en los "caer y partir" es más frecuente mantener el galope sobre 2 puntos.

## Posición de la parte superior del cuerpo, (tronco, hombros y cabeza)

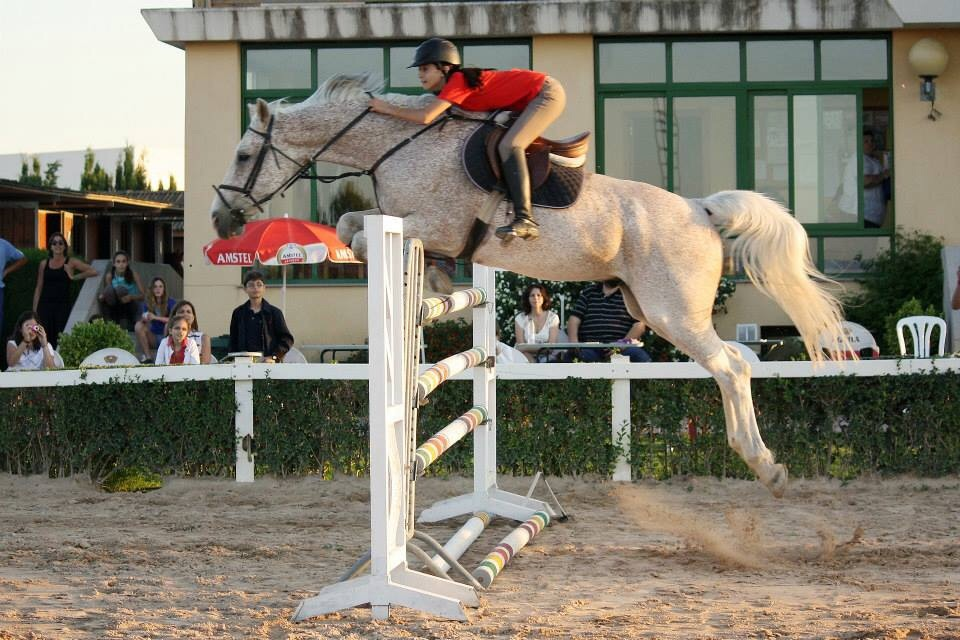
Momento de máxima elevación sobre un obstáculo. La amazona mantiene por un instante retrasado y descendido su centro de gravedad flexionando caderas y rodillas. Esto se hace sin dejar de acompañar al caballo en su movimiento. En el descenso recuperará la posición vertical extendiendo rodillas y caderas.

Mirar hacia abajo provoca que el jinete se incline hacia delante con los hombros y redondee su espalda, lo que le coloca en una situación precaria. En todas las disciplinas el jinete debe mirar arriba y en la dirección en la que quiere efectuar el aterrizaje. En general, la espalda debe permanecer plana, ni arqueada hacia delante ni hacia atrás. Los hombros deben mantenerse hacia atrás, sacando un poco el pecho. Esta posición ayuda a mantener el centro de gravedad bien centrado sobre la pierna. Con frecuencia se efectúan ejercicios de trotar y galopar cogiendo ambas riendas con una sola mano -normalmente la de fuera- para que el jinete se acostumbre a este equilibrio.
Tampoco es aconsejable que la cabeza gire hacia un lado, ya que esto cambia el equilibrio lateral poniendo más peso en ese lado.

## Ceder

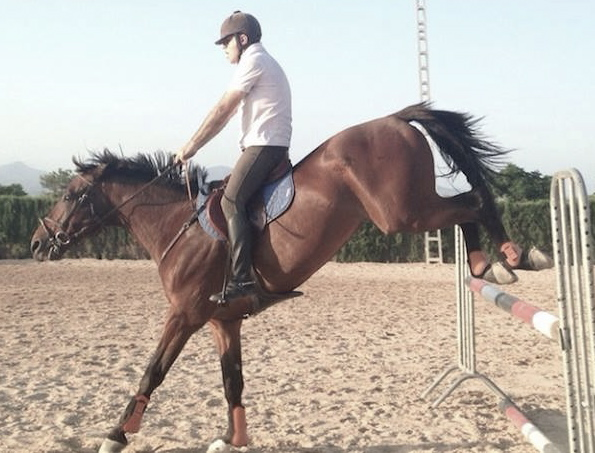
Recibimiento o aterrizaje en la tercera fase del salto. El jinete cede, estirando al máximo sus brazos para evitar producir dolor en la boca al caballo, (compárese la posición de la cabeza de éste con la del caballo de Muybridge). Lo hace al tiempo que atrasa ligeramente la posición de la parte superior de su cuerpo para equilibrarse y con la idea de evitar sobrecargar las patas anteriores en el momento del impacto, lo que aumentaría el riesgo de que el caballo tropiece, cayendo ambos.

En todos los casos el jinete debe ceder en las riendas durante el salto, de forma que el caballo pueda estirar su cuello. La clave para esto es que los brazos estén relajados con una posición apropiada de manos, muñecas y codos. Lógicamente los brazos no pueden estar relajados si el equilibrio anteroposterior no es bueno y el jinete se cuelga de las riendas. En primer lugar los brazos, (hombros y codos) deben estar suaves y elásticos, permitiendo que el caballo tire de ellos según necesite. 
- Preferiblemente la línea desde el bocado, pasando por las riendas y los antebrazos, hasta el codo, debe ser una línea recta, (cesión automática), ya que esto mejora el contacto y la comunicación con el jinete.
- Las muñecas deben permanecer rectas, pero blandas, ya que unas muñecas dobladas tienden a hacer más rígido el antebrazo.
- Los codos deben estar pegados a los lados del cuerpo del jinete. No deben abrirse como las alas de un pollo, ya que esto disminuye la flexibilidad y adaptación.

Las manos, como en todas las disciplinas de la equitación, deben sujetar las riendas sin apretarlas demasiado pero tampoco tan blandamente que éstas se deslicen involuntariamente. La única excepción a esto último es cuando se desea que las riendas se deslicen.

### Tipos de cesión
Hay tres tipos básicos de cesión, pudiendo emplearse uno u otro según las circunstancias. Sin embargo todos los jinetes deberían esforzarse por ser capaces de utilizar cada una según sea necesario, y deberían practicarlas todas.
Con la experiencia el jinete va adquiriendo el "feeling", y es entonces cuenco los buenos jinetes de salto aprenden a corregir sus técnicas de salto, sabiendo finalmente, escoger instintivamente la cesión adecuada a cada tipo de obstáculo.

#### La forma más básica de ceder
El jinete aferra la crin del caballo. Esto le permite evitar quedarse atrás, lo que haría daño al caballo en la boca -al quedarse colgado de las riendas- o en la grupa, o tratando de equilibrarse con las riendas. Suele ser utilizada por jinetes principiantes que no tienen todavía la posición y equilibrio para hacer cesiones más avanzadas sin riesgo de hacer daño al caballo en la boca. También se usa por jinetes más avanzados en caballos jóvenes o inexperimentados que tienden a saltar en exceso, o cuando un jinete, por alguna razón pierde su posición debido a un salto torpe, no pudiendo emplear técnicas más avanzadas. 
No debe pensarse que está reservada a los novatos, y todos los buenos jinetes cogen crin para evitar hacer daño al caballo en la boca. Sin embargo proporciona muy escaso control. Por ello no debería ser usada si no es requerido. También puede ser usada para galopar, debiendo estar el peso del jinete sobre los talones, dando con ello libertad al caballo.

#### Cesión corta
El jinete desliza sus manos arriba sobre la cresta del cuello cuando el caballo despega, no antes, (lo cual "suelta" al caballo). Las manos no deben deslizarse muy arriba sobre la cresta, solo cinco centímetros, según se necesite. Proporciona soporte a la parte superior del jinete, permitiendo todavía un buen grado de control ya que el jinete no suelta las riendas más de lo necesario. Es más adecuada para verticales, cuando el jinete tiene que girarse en medio del vuelo, o cuando se descienden obstáculos en desnivel.

#### Cesión intermedia
Similar a una cesión corta, pero adelantando mucho más las manos.

#### Cesión larga
Es la forma de cesión que proporciona más libertad, pero menos control. Se utiliza sobre todo para 
- Fondos, (oxers), largos, permitiendo al caballo estirarse más sobre ellos.
- Saltando con caballos inexpertos, que tienden a dar saltos muy grandes o torpes.
- En rejillas gimnásticas
- Con caballos que han recibido mucho castigo en la boca y son reticentes a saltar o estirarse sobre una valla.

Debe tenerse cuidado de no acompañar un movimiento hacia delante de las manos y los codos con un movimiento hacia delante de las caderas. El ángulo de las caderas debe permanecer cerrado y atrasado. Se dice que los jinetes que practican Show Hunter abusan de este tipo de cesión sobre saltos moderados que no precisarían una cesión tan larga, y ciertamente hay jinetes que la usan en exceso. También se dice que esta situación evidencia que un caballo puede saltar correctamente a pesar de un escaso control por el jinete, lo que dice en contra de la pericia y talento de este último.

#### Cesión automática
Es una de las técnicas más avanzadas de cesión de las riendas. El jinete mantiene un contacto elástico, suave y mantenido, formando una línea recta desde el codo hasta el bocado durante todo el salto. Permite un gran grado de control y comunicación entre el jinete y el caballo y le permite al jinete darle a entender al caballo qué hacer al caer. Es una técnica también muy útil en caballos que necesitan mucho control después de recibirse. Si el jinete es capaz de ejercerla correctamente, es el modo de cesión de elección en cualquier situación en que sea posible.
Sin embargo requiere un perfecto equilibrio para poder ser ejecutada con corrección. Incorrectamente ejecutada puede echar por tierra la confianza del caballo y la calidad de su salto, ya que si el jinete es inestable tirará excesivamente de la boca del caballo. 

#### Deslizar las riendas
No se trata propiamente de una técnica de cesión, sino de un recurso del que todos los buenos jinetes deben disponer. Se puede usar:
- Cuando el jinete se queda atrás.
- Saltando obstáculos en desnivel, ("drop fences").
- Cuando el caballo tiene problemas sobre una valla, como por ejemplo, atraparse una pata.

Sin embargo las riendas suelen quedar largas en el aterrizaje, y el jinete debe estar ejercitado en recogerlas rápida y ordenadamente a su longitud adecuada.

## Fallos comunes en la posición del salto

### Balanceo de las piernas
Esto suele suceder cuando el jinete ejerce demasiada presión con las rodillas o intenta agarrarse con ellas, en detrimento del contacto a lo largo de todo el miembro inferior, (incluido el muslo), o si lleva los estribos demasiado largos, con lo que pierde apoyo. Es un defecto muy peligroso, ya que se pierde seguridad del agarre de la pierna. (La pierna es el ancla para jinete). Esto puede dar lugar a situaciones muy peligrosas saltando obstáculos complejos a grandes velocidades.
En disciplinas como el Show Hunter y el Grand Prix, donde los saltos son de gran potencia, se observan con más frecuencia estos balanceos, pero se trata de jinetes que saben mantener una posición clásica.

### Puntas de los pies abajo, talones arriba
Esto se acompaña normalmente del balanceo de piernas. Frecuentemente debido a una posición incorrecta de la pierna, estribos demasiado largos, o, en algunos casos, debido a que el jinete se apoya sobre la punta de los pies, en lugar de hundir su peso en la parte inferior de la pierna. Otra vez, esto coloca al jinete en una posición muy precaria. Hacer esto puede provocar que el jinete quede demasiado adelantado con respecto al caballo.

### Parte inferior de la pierna adelantada
Empujar la parte inferior de la pierna es apropiado para algunas vallas, (como en el cross-country), para añadir seguridad. Sin embargo no es apropiada para cabalgar en un terreno regular en una arena nivelada o un césped cortado a bajas velocidades. empujar la parte inferior de la pierna tiende a disminuir la capacidad del jinete para permanecer en movimiento, colocándole en un "asiento atrasado" y arriesgándolo a caer sobre la grupa del caballo mientras está sobre un obstáculo. Se asocia a veces con "quedarse atrás".

### Adelantón
Uno de los fallos más frecuentes en el salto. Implica que el jinete abre el ángulo de su cadera cuando está sobre el obstáculo, en lugar de plegarlo hacia atrás, resultando que la mayor parte del cuerpo queda delante de la línea formada por el cuero de los estribos. Normalmente la pierna se balancea hacia atrás. Esto coloca al jinete en una posición muy insegura, ya que no solamente pierde su base de soporte, (la pierna), sino que también queda delante del centro de movimiento del caballo. Esto significa que el jineta caerá por delante, (y posiblemente al suelo), si el caballo por alguna razón desacelera su movimiento, (se para, se zafa del obstáculo o tropieza). En segundo lugar, esto arroja el peso del jinete por delante de los hombros de caballo, haciendo muy difícil para el caballo despegar, y también más difícil salir de una situación apurada en el aterrizaje. Los jinetes suelen saltar hacia delante cuando tratan de "saltar por su caballo" o si anticipan el despegue y no esperan al caballo para cerrar los ángulos de la cadera y la rodilla. También se observa en el "show hunter", ya que algunos jinetes creen que hace que el salto de su caballo parezca más potente.

### Quedarse atrás
Cuando el cuerpo del jinete queda en su mayoría detrás de la línea perpendicular de la correa de los estribos, y detrás del movimiento del caballo. Esto da como resultado que el jinete coloca una cantidad extra de peso en la parte de atrás del caballo.
Golpear -cargar- al caballo es un fallo gigantesco en el "show hunter", porque castiga al caballo por redondearse en la báscula, lo cual es esencial en esas disciplinas, y puede causar caídas en las competiciones de salto (show jumping). Sin embargo, quedar detrás del centro de movimiento del caballo no causa penalizaciones cuando se practica eventing o cross country (campo a través). Esto se debe a que un asiento sólido, ligeramente detrás del movimiento coloca al jinete en un asiento extremadamente seguro (ya que los jinetes normalmente caen por delante de los hombros, no por los cuartos traseros), y también porque no se necesita una báscula perfecta en el cross-country. En lugar de ello, es mejor si el caballo salta ligeramente plano en la mayoría de los obstáculos, ya que suelen ser muy anchos, y porque un salto plano es normalmente más rápido, haciendo por consiguiente al jinete más fácil hacer un buen tiempo. Esta posición se efectúa en mayor o menor grado dependiendo del tipo de obstáculo. En la mayoría de obstáculos el jinete queda detrás del movimiento, pero no pone sus posaderas en el lomo del caballo. En otros, como las "drop fences", es esencial que el jinete mantenga completamente su asiento en la silla, en aras de su seguridad.  Sin embargo, quedarse atrás puede ocurrir a veces si la parte superior del jinete está demasiado abierta y se inclina hacia atrás antes del obstáculo, si el caballo despega desde una gran distancia (salta desde demasiado lejos), o si el jinete coloca su pierna demasiado adelantada, delante de la rodilla, forzando a la parte superior de su cuerpo hacia atrás. En todos los casos, el jinete debe deslizar las riendas para proporcionar al caballo libertad de movimiento para superar el obstáculo.

### Volar en el aterrizaje
Cuando el jinete lanza su cuerpo arriba abriendo rápidamente el ángulo de su cadera durante la caída. Esto produce riesgo de darle un tirón al caballo en la boca o poner demasiado peso en su grupa. También interrumpe el salto del caballo. Suele ocurrir cuando un jinete ha adquirido el hábito de caer hacia delante (normalmente debido a que su pierna está atrasada), e intenta compensarlo llevando la parte de atrás de su cuerpo hacia atrás demasiado pronto, antes de que el caballo haya completado el salto.

### Ducking (meter la cabeza en el agua como los patos)
Sucede cuando el jinete flexional demasiado los ángulos de las caderas y descarga su cuerpo sobre un hombro. Ello provoca que el caballo lleve un peso irregular en un lado, lo que le hace más difícil colocarse para saltar. Esto ocurre cuando el jinete coloca demasiado peso en un estribo, en lugar de estar regularmente centrado.

### No ceder las riendas
Este es un pecado mortal en todos los tipos de salto, ya que provoca que el caballo salte plano, y, más importantemente, pudiendo hacer que deteste saltar porque lo asocia con dolor, y finalmente dará lugar a que se pare. Una cesión inadecuada puede ocurrir por varias razones. 
- En primer lugar, el jinete puede usar las riendas para estabilizarse sobre el obstáculo porque no ha desarrollado un equilibrio correcto. Este tipo de jinete debería asegurarse agarrando crin, para evitar hacer daño al caballo en la boca.
- En segundo lugar, un jinete puede quedarse atrás detrás del movimiento del caballo por varias razones. En estos casos, el jinete debe asegurarse de deslizar las riendas. Algunos jinetes montan de esta forma cuando lo hacen sobre caballos fuertes, y desean decirle al caballo, antes de aterrizar, que decelere.
- Otras veces cogen el hábito de sobreutilizar sus manos entre obstáculos y se olvidan de ceder. En este caso, el jinete debe hacer un esfuerzo consciente de recordar ceder en el aire.
- También ocurre cuando los jinetes plantan sus manos en el cuello sobre un obstáculo para dar apoyo a la parte superior de su cuerpo, pero las manos quedan demasiado atrás para permitir una rienda adecuada para el caballo,
- O si el jinete mantiene contacto durante el despegue pero mantiene rígidos sus codos, de tal forma que no siguen el contacto sobre el obstáculo.
- Ocasionalmente aparece cuando un jinete que está deslizando las riendas o efectuando una cesión automática correcta no está cediendo lo suficiente.

### Cesión incorrecta
Cuando el jinete cede arrojando sus manos hacia el aire por encima del cuello en caballo, o hacia abajo, por debajo del cuello. Esto no solamente tiene un aspecto chapucero, sino que también cambia el equilibrio del jinete sobre los obstáculos.